# Liu Xuan (gymnastique)
Pour les articles homonymes, voir Liu Xuan.
Liu Xuan (née le 12 mars 1979) est une ancienne gymnaste chinoise. Elle remporte notamment une médaille d'or aux jeux olympiques de Sydney en 2000. Depuis 2005, elle s'est reconvertie en actrice et a joué dans plusieurs films et séries télévisées.